# 中心つき八面体数

129個の立方体から構成される八面体のアユイ構成

中心つき八面体数（ちゅうしんつきはちめんたいすう、英: centered octahedral number）または アユイ八面体数（英: Haüy octahedral number ）とは正八面体のアユイ構成を構成する立方体の数であり、原点を中心とする正八面体の内部に存在する三次元整数座標の数として表される図形数である。デラノイ数の特殊な場合（遠回りを許さない、45° の移動が可能な2次元格子の経路数、後述）でもある。アユイ八面体数はルネ＝ジュスト・アユイにちなんで名付けられた。

## 歴史
アユイ八面体数は 18 世紀から 19 世紀初頭に活躍したフランスの鉱物学者であるルネ＝ジュスト・アユイにちなんで名付けられた。アユイが提唱したアユイ構成は八面体をポリキューブで近似するものであり、中心となる立方体に同心状に立方体を接合することで近似した。中心つき八面体数はこの近似に用いられる立方体の数である。
アユイはこの八面体のアユイ構成を提唱しただけでなく、他の多面体を含め、結晶の構造解析モデルを提唱した。

## 公式
原点とした立方体のみから n ステップ目の3次元格子の数は
{\displaystyle {\frac {(2n+1)\times (2n^{2}+2n+3)}{3}}}
で表され、小さい順に列挙すると n = 0 から順に
1, 7, 25, 63, 129, 231, 377, 575, 833, 1159, …（オンライン整数列大辞典の数列 A1845）
となる。母関数は
{\displaystyle {\frac {(1+x)^{3}}{(1-x)^{4}}}.}
中心つき八面体数 C(n)は漸化式
{\displaystyle C(n)=C(n-1)+4n^{2}+2}
にも従い、2つの連続した八面体数としても表される。

## 他の定義

3 × 3 格子に存在する 63 個のドラノワ経路

三次元整数座標における八面体（内部の格子の数は中心つき八面体数となる）は、三次元マンハッタン距離内に存在する球の数でもある。そのため、ルターとメルテンスは中心つき八面体数のことを「クリスタルボールの体積（the volume of the crystal ball）」と呼んだ。
正五角錐を用いた中心つき図形数のように、この数列は違う捉え方をすることもできる。三次元の同心正五角錐の頂点数によって定義される数列（1, 6, …）は、それぞれの三角形の面に三角数の格子があり、底面の五角形の面に五角数の格子があり、その合計とも捉えられる。
つまり、三角数 T(n) と五角数 P(n) を用いて C(n) = T(n) + 4T(n − 1) と表される。
中心つき八面体数はドラノワ数の D(3, n)でもあり、左・上・左上（45°）の移動の組み合わせで左下の点から 3 × n の格子を通り、右上の点に行く経路の数でもある。